# 勇者斗恶龙X
《勇者斗恶龙X 觉醒的五种族 Online》是由史克威尔艾尼克斯开发的大型多人在线角色扮演游戏（MMORPG），為是勇者斗恶龙系列的第十部本传作品。本作自2016年8月於中国大陆由代理商盛大遊戲开始运营，在2019年5月停止服務，史克威尔艾尼克斯的另一款网络游戏《最终幻想XIV》亦由該公司在中国大陆运营中。而中國版本也是本作至今唯一推出過的日本境外版本。

## 概要

### 線上版
本作于2012年8月2日在日本Wii平台发行，又于2013年3月30日在日本Wii U平台发行。游戏最早由堀井雄二在2008年12月10日的勇者斗恶龙新闻发布会上提及。游戏于2013年9月26日在Windows平台发行。第二版《勇者斗恶龙X 沉睡的勇者与引导的盟友 Online》于2013年12月5日在日本Wii、Wii U和Windows平台发行。2014年7月8日，史克威尔艾尼克斯宣布本作将登录任天堂3DS掌机平台；3DS版本将包含完整的游戏内容，并将仅采用数字下载的形式发售。第三版《勇者斗恶龙X 古昔之龙的传承 Online》于2015年4月30日推出。第四版《勇者斗恶龙X 5000年的旅程 遥远的故乡  Online》于2017年11月16日推出。第五版《勇者斗恶龙X 荆棘巫女与毁灭之神 Online》于2019年10月24日推出。第六版《勇者斗恶龙X 天星的英雄们 Online》于2021年11月11日推出。 第七版《勇者斗恶龙X 未來之門與沉睡的少女 Online》于2024年3月21日推出。
截至2013年12月，本作在日本的全版本合計出貨量超過了100万份。

### 离线版
离线版《勇者斗恶龙X 觉醒的五种族 Offline》于2021年5月27日系列35周年纪念特别节目中正式公开，在PlayStation 4、PlayStation 5、任天堂Switch、Steam平台推出，原计划在2022年2月26日发售，后因提高品质而延期至2022年9月15日发售。第二版擴充於2023年5月26日發售。繁简中文版預計於于2024年5月28日发售。

## 外部連結
- 官方网站：日本